# نيكو باير (لاعب كرة قدم)
نيكو باير (بالألمانية: Nico Beyer)‏ هو لاعب كرة قدم ألماني، ولد في 22 سبتمبر 1996 في برلين في ألمانيا. لعب مع Hertha BSC II ‏.

## وصلات خارجية
- نيكو باير على موقع قاعدة بيانات كرة القدم.إي يو (الإنجليزية)
- نيكو باير على موقع Soccerway.com (الإنجليزية)
- نيكو باير على موقع عالم كرة القدم.نت (الإنجليزية)
- نيكو باير على موقع AS.com (الإسبانية)